# CONCACAF Gold Cup 2025/Gruppe D
| Pl. | Land                | Sp. | S | U | N | Tore    | Diff. | Punkte |
| --- | ------------------- | --- | - | - | - | ------- | ----- | ------ |
| 1.  | Vereinigte Staaten  | 3   | 3 | 0 | 0 | 008:100 | +7    | 09     |
| 2.  | Saudi-Arabien       | 3   | 1 | 1 | 1 | 002:200 | ±0    | 04     |
| 3.  | Trinidad und Tobago | 3   | 0 | 2 | 1 | 002:700 | −5    | 02     |
| 4.  | Haiti               | 3   | 0 | 1 | 2 | 002:400 | −2    | 01     |

Die Gruppe D des CONCACAF Gold Cups 2025 war eine der vier Gruppen des Turniers. Die ersten beiden Spiele wurden am 15. Juni 2025 ausgetragen, der letzte Spieltag fand am 22. Juni 2025 statt. Die Gruppe bestand aus den Nationalmannschaften aus den USA, Haiti, Trinidad und Tobago und Saudi-Arabien.

## Vereinigte Staaten – Trinidad und Tobago 5:0 (3:0)
| Vereinigte Staaten                                                           | Vereinigte Staaten | Trinidad und Tobago | Trinidad und Tobago |
| ---------------------------------------------------------------------------- | --- | --- | ------------------- |
| Vereinigte Staaten                                                           | \| 1. Spieltag \| \| 15. Juni 2025 um 15:00 Uhr (16. Juni um 0:00 MESZ) in San José (PayPal Park) \| \| Zuschauer: 12.610 \| \| Schiedsrichter: Adonai Escobedo ( Mexiko) \| \| Spielbericht \| | \| 1. Spieltag \| \| 15. Juni 2025 um 15:00 Uhr (16. Juni um 0:00 MESZ) in San José (PayPal Park) \| \| Zuschauer: 12.610 \| \| Schiedsrichter: Adonai Escobedo ( Mexiko) \| \| Spielbericht \|                                                                                                | Trinidad und Tobago |
| Vereinigte Staaten                                                           | Matt Freese – Alex Freeman, Chris Richards (87. Miles Robinson), Tim Ream , Max Arfsten – Sebastian Berhalter, Luca de la Torre (83. Paxten Aaronson), Jack McGlynn (74. Mark McKenzie), Malik Tillman, Diego Luna (74. Brenden Aaronson) – Patrick Agyemang (73. Haji Wright) Cheftrainer: Mauricio Pochettino ( Argentinien) | Marvin Phillip – Isaiah García (62. Rio Cardines), Alvin Jones (46. André Raymond), Sheldon Bateau, Justin Garcia, Tyrese Spicer – Ajani Fortune, Noah Powder (46. Dante Sealy), Daniel Phillips – Kevin Molino (74. Joevin Jones), Isaiah Lee (46. Nathaniel James) Cheftrainer: Dwight Yorke | Trinidad und Tobago |
| Vereinigte Staaten                                                           | 1:0 Tillman (16.) 2:0 Tillman (41.) 3:0 Agyemang (44.) 4:0 B. Aaronson (82.) 5:0 Wright (84.) | | Trinidad und Tobago |
| Vereinigte Staaten                                                           | J. Garcia (34.) | | Trinidad und Tobago |
| Vereinigte Staaten                                                           | Spieler des Spiels: Malik Tillman (Vereinigte Staaten) | | Trinidad und Tobago |
| 1. Spieltag                                                                  | | |                     |
| 15. Juni 2025 um 15:00 Uhr (16. Juni um 0:00 MESZ) in San José (PayPal Park) | | |                     |
| Zuschauer: 12.610                                                            | | |                     |
| Schiedsrichter: Adonai Escobedo ( Mexiko)                                    | | |                     |
| Spielbericht                                                                 | | |                     |

## Haiti – Saudi-Arabien 0:1 (0:1)
| Haiti                                                                                | Haiti | Saudi-Arabien | Saudi-Arabien |
| ------------------------------------------------------------------------------------ | --- | --- | ------------- |
| Haiti                                                                                | \| 1. Spieltag \| \| 15. Juni 2025 um 17:15 Uhr (16. Juni um 2:15 MESZ) in San Diego (Snapdragon Stadium) \| \| Zuschauer: 7.736 \| \| Schiedsrichter: Walter López ( Guatemala) \| \| Spielbericht \| | \| 1. Spieltag \| \| 15. Juni 2025 um 17:15 Uhr (16. Juni um 2:15 MESZ) in San Diego (Snapdragon Stadium) \| \| Zuschauer: 7.736 \| \| Schiedsrichter: Walter López ( Guatemala) \| \| Spielbericht \| | Saudi-Arabien |
| Haiti                                                                                | Johny Placide – Carlens Arcus, Ricardo Adé, Jean-Kévin Duverne, Martin Expérience – Louicius Don Deedson (62. Ruben Providence), Leverton Pierre (84. Carl Fred Sainté), Danley Jean Jacques, Duckens Nazon (74. Dany Jean) – Christopher Attys (84. Mondy Prunier), Frantzdy Pierrot Cheftrainer: Sébastien Migné ( Frankreich) | Nawaf al-Aqidi – Saud Abdulhamid, Abdulelah al-Amri, Hassan Kadesh (32. Abdullah Madu), Nawaf Boushal – Ali al-Hassan, Faisal al-Ghamdi (46. Abdulrahman al-Aboud), Hammam al-Hammami (46. Ayman Yahya), Ziyad al-Johani, Marwan al-Sahafi (83. Turki al-Ammar) – Saleh al-Shehri (62. Firas al-Buraikan) Cheftrainer: Hervé Renard ( Frankreich) | Saudi-Arabien |
| Haiti                                                                                | 0:1 al-Shehri (21., Foulelfmeter) | | Saudi-Arabien |
| Haiti                                                                                | Pierre (17.), Pierrot (50.), Duverne (89.), Jean (90.+3') | Madu (52.) | Saudi-Arabien |
| Haiti                                                                                | Spieler des Spiels: Saleh al-Shehri (Saudi-Arabien) | | Saudi-Arabien |
| 1. Spieltag                                                                          | | |               |
| 15. Juni 2025 um 17:15 Uhr (16. Juni um 2:15 MESZ) in San Diego (Snapdragon Stadium) | | |               |
| Zuschauer: 7.736                                                                     | | |               |
| Schiedsrichter: Walter López ( Guatemala)                                            | | |               |
| Spielbericht                                                                         | | |               |

## Trinidad und Tobago – Haiti 1:1 (0:0)
| Trinidad und Tobago                                                                  | Trinidad und Tobago | Haiti | Haiti |
| ------------------------------------------------------------------------------------ | --- | --- | ----- |
| Trinidad und Tobago                                                                  | \| 2. Spieltag \| \| 19. Juni 2025 um 17:45 Uhr (20. Juni um 0:45 MESZ) in Houston (Shell Energy Stadium) \| \| Zuschauer: 2.409 \| \| Schiedsrichter: Ismael Cornejo ( El Salvador) \| \| Spielbericht \|                                                                                           | \| 2. Spieltag \| \| 19. Juni 2025 um 17:45 Uhr (20. Juni um 0:45 MESZ) in Houston (Shell Energy Stadium) \| \| Zuschauer: 2.409 \| \| Schiedsrichter: Ismael Cornejo ( El Salvador) \| \| Spielbericht \| | Haiti |
| Trinidad und Tobago                                                                  | Marvin Phillip – Rio Cardines, Sheldon Bateau, Justin Garcia, André Raymond – Dante Sealy (56. Kevin Molino), Andre Rampersad, Daniel Phillips (56. Steffen Yeates), Tyrese Spicer (87. Kaihim Thomas) – Levi García (89. Isaiah Leacock), Nathaniel James (56. Real Gill) Cheftrainer: Dwight Yorke | Johny Placide – Carlens Arcus (70. Wilguens Paugain), Ricardo Adé, Jean-Kévin Duverne, Martin Expérience – Louicius Don Deedson (81. Dany Jean), Leverton Pierre, Danley Jean Jacques, Ruben Providence (71. Christopher Attys) – Duckens Nazon (42. Garven Metusala), Frantzdy Pierrot (81. Mondy Prunier) Cheftrainer: Sébastien Migné ( Frankreich) | Haiti |
| Trinidad und Tobago                                                                  | 1:1 J. Garcia (68.) | 0:1 Pierrot (49.) | Haiti |
| Trinidad und Tobago                                                                  | Rampersad (72.) | Jean Jacques (72.), Metusala (90.+2') | Haiti |
| Trinidad und Tobago                                                                  | Duverne (39.) | | Haiti |
| Trinidad und Tobago                                                                  | Spieler des Spiels: Justin Garcia (Trinidad und Tobago) | | Haiti |
| 2. Spieltag                                                                          | | |       |
| 19. Juni 2025 um 17:45 Uhr (20. Juni um 0:45 MESZ) in Houston (Shell Energy Stadium) | | |       |
| Zuschauer: 2.409                                                                     | | |       |
| Schiedsrichter: Ismael Cornejo ( El Salvador)                                        | | |       |
| Spielbericht                                                                         | | |       |

## Saudi-Arabien – Vereinigte Staaten 0:1 (0:0)
| Saudi-Arabien                                                             | Saudi-Arabien | Vereinigte Staaten | Vereinigte Staaten |
| ------------------------------------------------------------------------- | --- | --- | ------------------ |
| Saudi-Arabien                                                             | \| 2. Spieltag \| \| 19. Juni 2025 um 20:15 Uhr (20. Juni um 3:15 MESZ) in Austin (Q2 Stadium) \| \| Zuschauer: 11.727 \| \| Schiedsrichter: Marco Ortíz ( Mexiko) \| \| Spielbericht \| | \| 2. Spieltag \| \| 19. Juni 2025 um 20:15 Uhr (20. Juni um 3:15 MESZ) in Austin (Q2 Stadium) \| \| Zuschauer: 11.727 \| \| Schiedsrichter: Marco Ortíz ( Mexiko) \| \| Spielbericht \| | Vereinigte Staaten |
| Saudi-Arabien                                                             | Nawaf al-Aqidi – Ali Majrashi, Abdulelah al-Amri , Abdullah Madu, Nawaf Boushal (75. Marwan al-Sahafi) – Saud Abdulhamid, Ali al-Hassan (58. Mukhtar Ali), Ziyad al-Johani – Abdulrahman al-Aboud, Firas al-Buraikan (85. Abdullah al-Salem), Ayman Yahya (57. Saleh al-Shehri) Cheftrainer: Hervé Renard ( Frankreich) | Matt Freese – Alex Freeman (88. Johnny Cardoso), Chris Richards, Tim Ream , Max Arfsten – Sebastian Berhalter, Luca de la Torre (62. Tyler Adams), Jack McGlynn (62. Damion Downs), Diego Luna (76. Brenden Aaronson), Malik Tillman – Patrick Agyemang (88. Miles Robinson) Cheftrainer: Mauricio Pochettino ( Argentinien) | Vereinigte Staaten |
| Saudi-Arabien                                                             | 0:1 Richards (63.) | | Vereinigte Staaten |
| Saudi-Arabien                                                             | al-Johani (89.) | Luna (67.), Berhalter (90.) | Vereinigte Staaten |
| Saudi-Arabien                                                             | Spieler des Spiels: Chris Richards (Vereinigte Staaten) | | Vereinigte Staaten |
| 2. Spieltag                                                               | | |                    |
| 19. Juni 2025 um 20:15 Uhr (20. Juni um 3:15 MESZ) in Austin (Q2 Stadium) | | |                    |
| Zuschauer: 11.727                                                         | | |                    |
| Schiedsrichter: Marco Ortíz ( Mexiko)                                     | | |                    |
| Spielbericht                                                              | | |                    |

## Saudi-Arabien – Trinidad und Tobago 1:1 (0:1)
| Saudi-Arabien                                                                      | Saudi-Arabien | Trinidad und Tobago | Trinidad und Tobago |
| ---------------------------------------------------------------------------------- | --- | --- | ------------------- |
| Saudi-Arabien                                                                      | \| 3. Spieltag \| \| 22. Juni 2025 um 16:00 Uhr (23. Juni um 1:00 MESZ) in Paradise (Allegiant Stadium) \| \| Zuschauer: 35.000 \| \| Schiedsrichter: Keylor Herrera ( Costa Rica) \| \| Spielbericht \| | \| 3. Spieltag \| \| 22. Juni 2025 um 16:00 Uhr (23. Juni um 1:00 MESZ) in Paradise (Allegiant Stadium) \| \| Zuschauer: 35.000 \| \| Schiedsrichter: Keylor Herrera ( Costa Rica) \| \| Spielbericht \|                                                                                       | Trinidad und Tobago |
| Saudi-Arabien                                                                      | Nawaf al-Aqidi – Ali Majrashi, Abdulelah al-Amri, Abdullah Madu, Saud Abdulhamid – Ziyad al-Johani, Mukhtar Ali (46. Ali al-Hassan), Ayman Yahya (46. Turki al-Ammar) – Firas al-Buraikan, Saleh al-Shehri (80. Marwan al-Sahafi), Abdulrahman al-Aboud (80. Nawaf Boushal) Cheftrainer: Hervé Renard ( Frankreich) | Marvin Phillip – Rio Cardines, Alvin Jones, Justin Garcia, André Raymond – Dante Sealy (80. Kaihim Thomas), Andre Rampersad, Kevin Molino (66. Ajani Fortune, 80. Joevin Jones), Daniel Phillips (66. Steffen Yeates), Real Gill (71. Nathaniel James) – Levi García Cheftrainer: Dwight Yorke | Trinidad und Tobago |
| Saudi-Arabien                                                                      | 1:1 al-Buraikan (60.) | 0:1 Sealy (10.) | Trinidad und Tobago |
| Saudi-Arabien                                                                      | Majrashi (75.) | Phillips (39.) | Trinidad und Tobago |
| Saudi-Arabien                                                                      | Spieler des Spiels: Firas al-Buraikan (Saudi-Arabien) | | Trinidad und Tobago |
| 3. Spieltag                                                                        | | |                     |
| 22. Juni 2025 um 16:00 Uhr (23. Juni um 1:00 MESZ) in Paradise (Allegiant Stadium) | | |                     |
| Zuschauer: 35.000                                                                  | | |                     |
| Schiedsrichter: Keylor Herrera ( Costa Rica)                                       | | |                     |
| Spielbericht                                                                       | | |                     |

## Vereinigte Staaten – Haiti 2:1 (1:1)
| Vereinigte Staaten                                                             | Vereinigte Staaten | Haiti | Haiti |
| ------------------------------------------------------------------------------ | --- | --- | ----- |
| Vereinigte Staaten                                                             | \| 3. Spieltag \| \| 22. Juni 2025 um 18:00 Uhr (23. Juni um 1:00 MESZ) in Arlington (AT&T Stadium) \| \| Zuschauer: 20.918 \| \| Schiedsrichter: Katia García ( Mexiko) \| \| Spielbericht \| | \| 3. Spieltag \| \| 22. Juni 2025 um 18:00 Uhr (23. Juni um 1:00 MESZ) in Arlington (AT&T Stadium) \| \| Zuschauer: 20.918 \| \| Schiedsrichter: Katia García ( Mexiko) \| \| Spielbericht \| | Haiti |
| Vereinigte Staaten                                                             | Matt Freese – Alex Freeman, Chris Richards, Tim Ream , John Tolkin – Tyler Adams (88. Paxten Aaronson), Luca de la Torre (81. Johnny Cardoso), Quinn Sullivan (70. Jack McGlynn), Malik Tillman, Brenden Aaronson (70. Diego Luna) – Patrick Agyemang (82. Brian White) Cheftrainer: Mauricio Pochettino ( Argentinien) | Johny Placide – Carlens Arcus (88. Wilguens Paugain), Ricardo Adé, Garven Metusala, Martin Expérience – Louicius Don Deedson (46. Christopher Attys), Leverton Pierre, Danley Jean Jacques, Ruben Providence (88. Mikaël Cantave) – Frantzdy Pierrot, Duckens Nazon (80. Dany Jean) Cheftrainer: Sébastien Migné ( Frankreich) | Haiti |
| Vereinigte Staaten                                                             | 1:0 Tillman (10.) 2:1 Agyemang (75.) | 1:1 Deedson (19.) | Haiti |
| Vereinigte Staaten                                                             | Adams (1.) | | Haiti |
| Vereinigte Staaten                                                             | Spieler des Spiels: Malik Tillman (Vereinigte Staaten) | | Haiti |
| 3. Spieltag                                                                    | | |       |
| 22. Juni 2025 um 18:00 Uhr (23. Juni um 1:00 MESZ) in Arlington (AT&T Stadium) | | |       |
| Zuschauer: 20.918                                                              | | |       |
| Schiedsrichter: Katia García ( Mexiko)                                         | | |       |
| Spielbericht                                                                   | | |       |